# Bradbury (Kalifornia)
Bradbury – miasto w Stanach Zjednoczonych, w stanie Kalifornia, w hrabstwie Los Angeles. W 2010 zamieszkiwało je 1048 osób. Miasto leży na wysokości 206 metrów n.p.m. i zajmuje powierzchnię 5,073 km².
Prawa miejskie uzyskało 26 lipca 1957.